# Holmkjær
Holmkjær, Holmkær (dansk) eller Holmkjer (tysk) er en bebyggelse og et skovområde beliggende mellem Gelting og Ravnholt by og nær den lille landsby Lebæk i det nordøstlige Angel i Sydslesvig. Administrativt hører stedet under Gelting Kommune i Slesvig-Flensborg kreds i den nordtyske delstat Slesvig-Holsten. I kirkelig henseende hører stedet under Gelting Sogn. Sognet lå i Kappel Herred, da området tilhørte Danmark.
Holmkjær er første gang nævnt 1730. Den cirka 51 ha store Holmkjær Skov er er blandskov med bøg, eg, ædelgran og rødgran. Der er påfaldende mange træer af høj alder. I vest støder skoven til den mod Gelting Bugt løbende Lebæk. Skoven hørte tidligere under Gelting gods.